# Zonitoides jaccetanicus
Zonitoides jaccetanicus é uma espécie de gastrópode  da família Zonitidae.
É endémica de Espanha.